# NGC 244
NGC 244 é uma galáxia lenticular (S0) localizada na direcção da constelação de Cetus. Possui uma declinação de -15° 35' 50" e uma ascensão recta de 0 horas, 45 minutos e 46,5 segundos.
A galáxia NGC 244 foi descoberta em 30 de Dezembro de 1785 por William Herschel.